# Вибори столиці Олімпійських ігор 2012
Бажання прийняти у себе Паралімпійські та Олімпійські ігри 2012 висловили 9 міст: Гавана, Стамбул, Лейпциг, Лондон, Мадрид, Москва, Нью-Йорк, Париж і Ріо-де-Жанейро.. Прийом заявок міст-кандидатів було завершено 15 липня 2003 року.
18 травня 2004 Міжнародний олімпійський комітет після оцінки всіх поданих заявок вибрав 5 міст, з яких треба було зробити вибір на 117-й сесії МОК у липні 2005 року в Сінгапурі. Цими 5 містами стали Мадрид, Москва, Нью-Йорк, Париж і Лондон. Усі 5 міст подали необхідні документи до 19 листопада 2004 року, відтак протягом лютого-березня 2005 року їх відвідали інспектори Міжнародного олімпійського комітету.
Кандидатуру Лондона було обрано 6 липня 2005 року. Єдиним главою уряду, хто особисто представляв заявку своєї країни, став у Сінгапурі тодішній прем'єр-міністр Великої Британії Тоні Блер.

## Процес виборів
Процес вибору олімпійської столиці починається з того, що Національний олімпійський комітет (НОК) подає заявку свого міста в Міжнародний олімпійський комітет (МОК), і закінчується обранням столиці членами МОК під час чергової сесії. Процес регулюється Олімпійською хартією, як зазначено в главі 5, правилі 34.
Починаючи з 1999 року процес складається з двох етапів. Під час першої фази, яка починається відразу після закінчення терміну подання заявок, «міста-заявники» зобов'язані відповісти на низку запитань, що охоплюють теми, важливі для успіху організації ігор. Ця інформація дозволяє МОК аналізувати можливості майбутніх організаторів, сильні і слабкі сторони їхніх планів. Після детального вивчення поданих анкет і подальших доповідей, Виконавча рада МОК вибирає міста, які беруть участь у наступному етапі. Другий етап є справжньою кандидатською стадією: міста, заявки яких прийняті (далі їх називають «міста-кандидати»), зобов'язані подати другу анкету у вигляді розширеного, детальнішого кандидатського портфеля. Ці портфелі уважно вивчає Оцінювальна комісія МОК, яка складається з членів МОК, представників міжнародних спортивних федерацій, НОК, спортсменів, Міжнародного Паралімпійського Комітету та міжнародних експертів у різних галузях. Члени оцінювальної комісії потім роблять чотириденний огляд кожного з міст-кандидатів, де вони перевіряють запропоновані спортивні споруди і резюмують щодо деталей у кандидатських портфелях. Оцінювальна комісія описує результати своєї перевірки у звіті, який вона надсилає членам МОК за місяць до сесії МОК.
Сесія МОК, на якій обирають місто-організатор, відбувається в країні, яка не подавала заявку на право бути господарем Олімпіади. Вибори проводять активні члени МОК (за винятком почесних і шанованих членів), що прибули на сесію, кожен з яких має один голос. Учасники з країн, місто яких бере участь у виборах, не голосують допоки місто ще не вибуло. Голосування відбувається в кілька раундів, поки одна із заявок не набирає абсолютної більшості голосів; якщо цього не відбувається в першому турі, то заявка з найменшою кількістю голосів вибуває, і голосування повторюється. У разі рівності очок за найменшу кількість голосів, проводиться спеціальний тур голосування із якого переможець виходить до наступного раунду. Після оголошення міста-господаря делегація цього міста підписує «договір міста-господаря» з МОК, який делегує обов'язки організатора ігор місту і відповідному НОК.

### Оцінювання
Робоча група розділила Звіт про оцінку на одинадцять докладних тем і зважень: Урядова підтримка, юридичні питання та громадська думка (2); загальна інфраструктура (5); спортивні комплекси (4); Олімпійське(і) село(а) (3); умови довкілля і вплив на нього (2); проживання (5); транспортна концепція (3); безпека і охорона (3); досвід минулих спортивних подій (2); фінанси (3); загальний проект і спадщина (3). Зваження, які коливалися від 1 до 5 балів (де 5 — найвищий), були віднесені робочою групою до кожного з критеріїв, що віддзеркалюють рівень інформації, яку подало місто-заявник на цьому етапі проведення виборів, і потенціал за 7 років досягнути рівня, необхідного для організації Олімпійських Ігор. Робоча група поставила позначку 6 (за шкалою від 0 до 10) як мінімальний необхідний рівень. Ця позначка стосувалася загальної оцінки і оцінки кожної з 11 тем. При виставленні оцінки робоча група дивилась на такі критерії як: якість, кількість, місце, концепція тощо.
- Париж — 8.5
- Мадрид — 8.3
- Лондон — 7.6
- Нью-Йорк — 7.5
- Москва — 6.5
- Лейпциг — 6.0
- Ріо-де-Жанейро — 5.1
- Стамбул — 4.8
- Гавана — 3.7

| Критерії                                                | Вага             | Париж   | Париж   | Лейпциг   | Лейпциг   | Нью-Йорк | Нью-Йорк | Москва | Москва | Стамбул   | Стамбул   | Гавана | Гавана | Лондон          | Лондон          | Мадрид  | Мадрид  | Ріо-де-Жанейро | Ріо-де-Жанейро |
| Критерії                                                | Вага             | Франція | Франція | Німеччина | Німеччина | США      | США      | Росія  | Росія  | Туреччина | Туреччина | Куба   | Куба   | Велика Британія | Велика Британія | Іспанія | Іспанія | Бразилія       | Бразилія       |
| Критерії                                                | Вага             | Min     | Max     | Min       | Max       | Min      | Max      | Min    | Max    | Min       | Max       | Min    | Max    | Min             | Max             | Min     | Max     | Min            | Max            |
| ------------------------------------------------------- | ---------------- | ------- | ------- | --------- | --------- | -------- | -------- | ------ | ------ | --------- | --------- | ------ | ------ | --------------- | --------------- | ------- | ------- | -------------- | -------------- |
| Проживання                                              | 5                | 10.0    | 10.0    | 5.2       | 5.5       | 10.0     | 10.0     | 6.2    | 7.4    | 5.9       | 6.5       | 3.3    | 4.1    | 10.0            | 10.0            | 7.9     | 8.4     | 5.0            | 5.6            |
| Умови довкілля і вплив на нього                         | 2                | 6.6     | 8.6     | 7.4       | 9.0       | 5.0      | 7.6      | 4.6    | 7.6    | 4.6       | 7.6       | 5.0    | 7.0    | 7.2             | 8.6             | 7.2     | 8.6     | 5.2            | 7.6            |
| Досвід минулих спортивних змагань                       | 2                | 7.6     | 9.0     | 4.8       | 6.8       | 6.2      | 8.0      | 4.6    | 7.0    | 3.4       | 6.0       | 3.0    | 5.6    | 4.8             | 6.8             | 6.0     | 7.4     | 5.0            | 7.6            |
| Фінанси                                                 | 3                | 6.0     | 8.0     | 6.8       | 8.5       | 5.0      | 7.5      | 4.4    | 7.2    | 4.2       | 6.1       | 3.8    | 5.4    | 6.0             | 8.0             | 6.0     | 8.0     | 3.0            | 6.7            |
| Загальна інфраструктура                                 | 5                | 6.8     | 7.8     | 4.0       | 5.5       | 5.3      | 7.0      | 4.8    | 6.8    | 2.7       | 4.1       | 1.5    | 3.2    | 5.3             | 7.0             | 7.5     | 8.5     | 3.1            | 4.6            |
| Урядова підтримка, юридичні питання та громадська думка | 3                | 7.2     | 8.0     | 7.2       | 8.0       | 6.2      | 7.1      | 6.7    | 7.5    | 7.2       | 7.9       | 7.0    | 7.7    | 6.5             | 7.2             | 7.5     | 8.3     | 7.0            | 7.7            |
| Олімпійське(і) село(а)                                  | 3                | 6.8     | 8.3     | 6.3       | 8.2       | 5.3      | 7.7      | 6.6    | 8.0    | 4.2       | 6.3       | 4.3    | 6.4    | 5.5             | 8.0             | 7.3     | 8.7     | 6.3            | 8.2            |
| Загальний проект і спадщина                             | 3                | 8.0     | 9.0     | 4.0       | 7.0       | 5.0      | 8.0      | 5.0    | 7.0    | 3.0       | 5.0       | 2.0    | 5.0    | 6.0             | 8.0             | 8.0     | 9.0     | 4.0            | 6.0            |
| Безпека і охорона                                       | 3                | 7.3     | 8.3     | 6.4       | 7.4       | 6.3      | 7.2      | 5.2    | 6.4    | 3.4       | 4.6       | 3.0    | 4.0    | 6.7             | 7.7             | 6.4     | 7.4     | 3.9            | 4.8            |
| Спортивні комплекси                                     | 4                | 6.7     | 8.0     | 5.2       | 7.1       | 6.2      | 7.7      | 5.2    | 7.1    | 4.3       | 6.0       | 3.7    | 5.4    | 5.2             | 7.1             | 7.4     | 8.7     | 4.9            | 7.0            |
| Транспортна концепція                                   | 3                | 6.5     | 8.0     | 5.4       | 7.8       | 4.5      | 6.7      | 4.1    | 6.2    | 3.4       | 5.1       | 2.7    | 4.8    | 4.8             | 6.7             | 7.9     | 9.0     | 3.6            | 5.7            |
| Загальне зважене                                        | Загальне зважене | 8.5     | 8.5     | 6.0       | 6.0       | 7.5      | 7.5      | 6.5    | 6.5    | 4.8       | 4.8       | 3.7    | 3.7    | 7.6             | 7.6             | 8.3     | 8.3     | 5.1            | 5.1            |

### Вибори

#### Результати голосування
| Результати подання заявок міст-кандидатів | Результати подання заявок міст-кандидатів | Результати подання заявок міст-кандидатів | Результати подання заявок міст-кандидатів | Результати подання заявок міст-кандидатів | Результати подання заявок міст-кандидатів | Результати подання заявок міст-кандидатів |
| ----------------------------------------- | ----------------------------------------- | ----------------------------------------- | ----------------------------------------- | ----------------------------------------- | ----------------------------------------- | ----------------------------------------- |
| Місто                                     | НОК                                       | 1-ий раунд                                | 2-ий раунд                                | 3-ій раунд                                | 4-ий раунд                                |                                           |
| Лондон                                    | Велика Британія                           | 22                                        | 27                                        | 39                                        | 54                                        |                                           |
| Париж                                     | Франція                                   | 21                                        | 25                                        | 33                                        | 50                                        |                                           |
| Мадрид                                    | Іспанія                                   | 20                                        | 32                                        | 31                                        | —                                         |                                           |
| Нью-Йорк                                  | США                                       | 19                                        | 16                                        | —                                         | —                                         |                                           |
| Москва                                    | Росія                                     | 15                                        | —                                         | —                                         | —                                         |                                           |

### Звіти
- IOC Candidature Acceptance Working Group Report (12 May 2004) [Архівовано 4 серпня 2012 у Wayback Machine.] (англ.)
- IOC Evaluation Commission Report (6 June 2005) на сайті Wayback Machine. (англ.)
  - Chapter: London на сайті Wayback Machine. (англ.)
  - Chapter: Madrid на сайті Wayback Machine. (англ.)
  - Chapter: Moscow на сайті Wayback Machine. (англ.)
  - Chapter: New York на сайті Wayback Machine. (англ.)
  - Chapter: Paris на сайті Wayback Machine. (англ.)

### Профайли
- London (англ.)
- Madrid (англ.)
- Moscow (англ.)
- New York (англ.)
- Paris (англ.)
- Istanbul [Архівовано 21 вересня 2016 у Wayback Machine.] (англ.)
- Havana [Архівовано 21 вересня 2016 у Wayback Machine.] (англ.)
- Leipzig [Архівовано 21 вересня 2016 у Wayback Machine.] (англ.)
- London [Архівовано 21 вересня 2016 у Wayback Machine.] (англ.)
- Madrid [Архівовано 21 вересня 2016 у Wayback Machine.] (англ.)
- Moscow [Архівовано 21 вересня 2016 у Wayback Machine.] (англ.)
- New York [Архівовано 21 вересня 2016 у Wayback Machine.] (англ.)
- Paris [Архівовано 21 вересня 2016 у Wayback Machine.] (англ.)
- Rio de Janeiro [Архівовано 21 вересня 2016 у Wayback Machine.] (англ.)

### Інше
- 117th IOC Session ( 6–9 July 2005—Singapore) [Архівовано 25 травня 2009 у Wayback Machine.] (англ.)
- 2012 Host City Election—announcement [Архівовано 2 листопада 2006 у Wayback Machine.]  (WMV file) (англ.)